# PUKS Młode Orły Nowy Dwór Mazowiecki
PUKS Młode Orły Nowy Dwór Mazowiecki – Parafialno-Uczniowski Klub Sportowy, założony w 1999 roku pod nazwą UKS Jedynka Nowy Dwór Mazowiecki. Od 2007 roku funkcjonuje pod obecną nazwą. Klub składa się z dwóch sekcji sportowych: biegu na orientację i piłki nożnej. Klub zrzeszony w Polskim Związku Orientacji Sportowej.

## Osiągnięcia sportowe
W ciągu kilkunastu lat swojej działalności sekcja biegu na orientację może pochwalić się znaczącym dorobkiem medalowym zawodników z Mistrzostw Polski oraz startach na Mistrzostwach Europy Juniorów oraz Mistrzostwach Świata Juniorów w biegach na orientację. Reprezentanci klubu byli również wieloletnimi zawodnikami Kadry Narodowej Juniorów w biegach na orientację.
- Iwona Wicha – obecnie zawodniczka PUKS Młode Orły[1], ma na swoim koncie wieloletnie reprezentowanie kraju w zawodach rangi światowej oraz sukcesy takie jak:
  - Mistrzostwo Europy Juniorów w biegu sprinterskim – Słowacja 2003
  - Mistrzostwo Europy Juniorów w biegu sprinterskim – Salzburg, Austria 2004

Reprezentantkami Polski na Mistrzostwach Świata w 2017 roku w Tampere były także:
- Zuzanna Wańczyk[2]
- Dagmara Dominiak[3]

## Imprezy sportowe organizowane przez klub
- Grand Prix Mazowsza w Biegu na Orientację 2017[4]
- Grand Prix Mazowsza w Biegu na Orientację 2018[5]
- Mistrzostwa Polski w Sprinterskich Biegach na Orientację 2019[6]